# Koh Thonsay
L'isola di Koh Thonsay (in Kmer: កោះទន្សាយ) è un'isola della Cambogia, situata al largo della sua costa meridionale, nel Golfo di Thailandia. L'isola rientra nella sfera di amministrazione della Provincia di Kep.

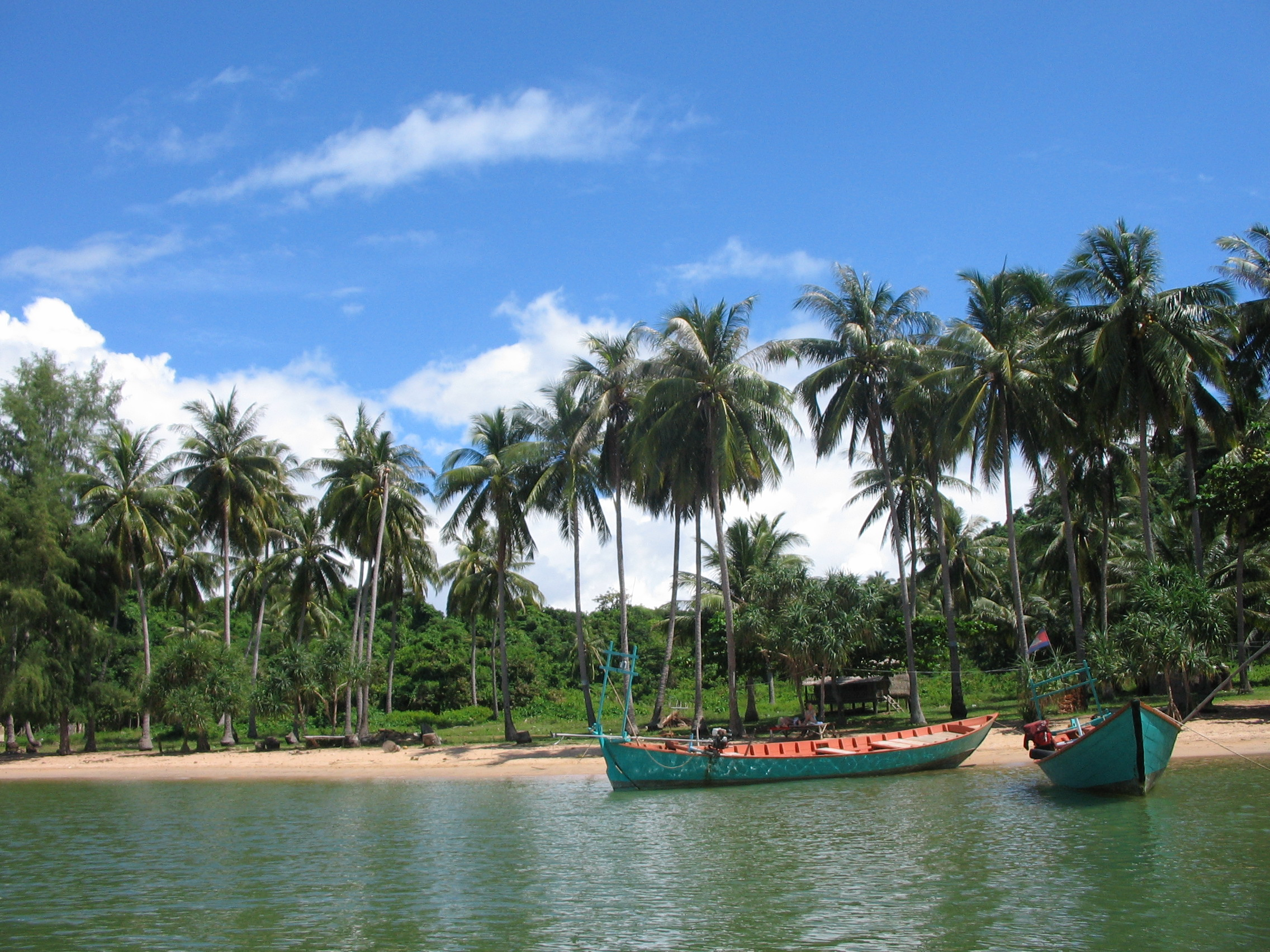
Barcos en la playa de Koh Thonsay.

 Koh Thonsay ha un'area di circa 2 km² ed è raggiungibile grazie a un traghetto che la collega a Kep, da cui dista 4 km. L'isola è aperta ai visitatori e ai turisti che possono apprezzare la sua spiaggia di sabbia bianca e lo scenario marino. Il mare circostante ha un basso fondale che si digrada lentamente che, grazie anche alla presenza di una ricca barriera corallina e numerose altre specie marine, attraggono ricercatori ed amanti della natura incontaminata.
Durante il periodo del Sangkum Reastr Niyum (1955-1970) sotto la guida del principe Norodom Sihanouk, l'isola fu trasformata in un centro di riabilitazione per criminali dichiarati colpevoli, i quali vennero utilizzati anche come guarnigione a difesa dell'isola. Vennero quindi costruiti sentieri carreggiabili e dormitori di legno con tetti di paglia, la cui maggior parte non resistette e venne distrutta dalle intemperie e dai decenni di guerra.
Attualmente sono presenti delle pensioni per turisti sulla spiaggia principale, mentre su altre spiagge lungo la costa si sono insediati dei pescatori con le loro famiglie.